# Doveri dell'uomo
I doveri dell'uomo, o doveri umani, sono una teoria della filosofia del diritto concepita per la prima volta organicamente da Giuseppe Mazzini, come conseguenza e reazione alle varie affermazioni e dichiarazioni dei diritti dell'uomo. Secondo Mazzini le due dottrine non erano in contrasto ma si integravano fra loro.
In seguito questa dottrina - radicalmente cambiata nelle sue premesse e profondamente falsificata - passò come base fondamentale della dottrina fascista, principalmente tramite il pensiero del filosofo Giovanni Gentile e del giurista Alfredo Rocco, tanto che l'opera originale fu bandita dall'Italia fascista.

## Storia del Diritto e dei "diritti"
In antichità pressoché tutte le civiltà in possesso di codici di leggi hanno sempre e costantemente affermato solo gli obblighi dei sudditi o dei cittadini l'uno nei confronti dell'altro, nei confronti della patria e del sovrano. La prima forma - embrionale - di diritto dell'uomo pare essere il civis romanus sum, che tuttavia deve essere considerata più che altro una forma di privilegio dei cittadini romani che non un diritto universale, anche dopo l'estensione della cittadinanza a tutti i liberi dell'Impero nel 212.
Con l'ascesa - dopo il XVII secolo - delle concezioni giusnaturaliste e della teoria dei "diritti umani" come difesa dell'individuo dall'arbitrio del potere e del concetto dell'individuo come titolare di "diritti di per sé stessi evidenti" (e non come oggetto di graziosa elargizione da parte di un sovrano di privilegi), viene a realizzarsi la necessità di ragionare sul loro speculare logico, i "doveri".
Nasce dunque una contrapposizione fra individuo e società che prima della modernità non era nota poiché l'individuo non era considerato come essere separato dai propri simili e dall'organismo sociale che l'aveva generato o lo ospitava (e non a caso la principale pena per gli antichi era l'esilio), e dunque non esisteva una vera contrapposizione fra le facoltà individuali che potevano essere legittimamente espresse (che noi oggi chiamiamo "diritti") e le limitazioni alle medesime e i sacrifici individuali che erano richiesti dalla società e dallo stato (i "doveri").
L'espressione doveri dell'uomo compare ufficialmente nella legge istitutiva del culto dell'Essere Supremo, votata durante la Rivoluzione francese per volontà di Robespierre (maggio 1794): «il solo culto che si conviene all'Essere Supremo è la pratica dei doveri dell'uomo».

## Giuseppe Mazzini e la sua tesi
Con il volume pubblicato nel 1860 dall'omonimo titolo, Mazzini ha inteso fornire una sua teoria speculare a quella dei diritti dell'uomo, con una matrice classista (il libro si rivolge alle masse operaie oppresse) ma anche nazionalista (nel senso mazziniano del termine) e profondamente cristiana. L'idea di base del tutto giusnaturalista, prevedendo l'uomo come creazione divina e quindi soggetto di diritto per volontà celeste.
A questo concetto però il Mazzini aggiunge una riflessione circa il profondo iato fra diritti proclamati e diritti sostanziali - ossia fruibili - al termine della quale egli giunge a conclusione che la proclamazione dei diritti individuali non ha fatto altro che atomizzare le persone, privandole delle protezioni che i vincoli sociali garantivano loro, e sostanzialmente riducendo la fruizione dei diritti proclamati ad una mera legge del più forte, dove pochi forti - capitalisti ed aristocratici - godono di questi diritti, ai danni della gran parte delle masse, oppresse e sfruttate. Mazzini sostiene inoltre che quando l'uomo sia mosso, nella sua ricerca di giustizia, dalla rivendicazione di diritti e dal desiderio di felicità per sé, il suo operato non potrà condurre ad un vero avanzamento delle condizioni umane, poiché la sua forza innovatrice verrà meno nel momento del raggiungimento dell'obiettivo. Per questo motivo è necessario introdurre un nuovo principio educatore che stimoli l'uomo ad agire mosso dal dovere di procacciare condizioni migliori, non già per sé ma per il prossimo, nella ricerca del progresso per l'umanità intera.
(Giuseppe Mazzini, I Doveri dell'Uomo, 1860)
Mazzini si faceva inoltre sostenitore di una graduale emancipazione delle colonie britanniche. Tanto W. T. Wilson e David Lloyd George, quanto molti leader post-coloniali, tra i quali Gandhi, Golda Meir, David Ben Gurion, Nehru e Sun Yat-sen, consideravano Mazzini il proprio maestro e I doveri dell'uomo la propria Bibbia morale, etica e politica.

## La concezione fascista dei Doveri dell'Uomo
L'idea mazziniana, basata sulla tradizione del pensiero democratico e sui principi dei diritti dell'uomo illuministici,  secondo un'analisi marcatamente di tipo marxista, filosofia fortemente avversata da Mazzini, venne poi utilizzata, reinterpretandola, anche da altre filosofie tra cui quella di Giovanni Gentile e di   Alfredo Rocco  nella determinazione dei fondamenti della dottrina fascista.
Nella filosofia fascista tuttavia alla base vi è non più la concezione cristiana dell'uomo quale creatura divina, bensì quella storicista ed organicista dell'individuo come parte di un organismo sociale metatemporale, composto da un'infinita teoria di generazioni passate, presenti e future. L'individuo dunque è transeunte, mentre lo Stato, che rappresenta l'unità di queste generazioni, se non eterno, è quantomeno concepito sub specie aeterni.
Allo Stato dunque appartengono tutti i diritti, mentre i cittadini possiedono tutti i doveri nei confronti dello Stato. La somma dei doveri assolti da ciascun cittadino (al quale - come recita il codice civile italiano - viene richiesta "la diligenza del buon padre di famiglia") crea una massa di provvigioni tale che lo Stato possa in seguito redistribuire ai suoi cittadini beni, franchigie, protezioni e privilegi in ragione dell'utilità del corpo sociale, così com'è inteso dal fascismo.

## Diritti e responsabilità individuali secondo Robert A. Heinlein
Una peculiare ed originale concezione dei doveri dell'uomo è stata espressa sotto forma di romanzo di fantascienza dallo scrittore Robert A. Heinlein in Fanteria dello Spazio.
Secondo quest'autore gli individui non sono titolari di alcun diritto di per sé stessi, ma solo di facoltà e di volontà di mettere in pratica queste facoltà. Nel momento in cui però gli individui si associano fra loro in un corpo sociale, non vi può essere altra soluzione - per il buon funzionamento di questo corpo sociale - dell'equivalenza continua fra diritti riconosciuti agli individui e responsabilità che gli stessi accettano di portare, in ragione delle proprie capacità.
Nella fattispecie dei diritti politici attivi e passivi, Heinlein sosteneva che essendo il diritto politico di voto un'espressione di forza, (e in ultima analisi di violenza nei confronti dei cittadini appartenenti ad altri partiti politici) esso poteva essere garantito solo a coloro i quali erano disposti a mettere in gioco la propria vita adempiendo ad un servizio militare volontario. Diversamente, il semplice fatto di esistere, pagare le tasse e rispettare le vigenti leggi non dovrebbe dare altri diritti se non quello di poter fruire delle provvigioni dello Stato (per il funzionamento delle quali si pagano le tasse) e pretendere il rispetto delle leggi nei confronti della propria persona nella misura in cui si rispetta la legge nei confronti di persone terze.